# Henri-Paul Pellaprat

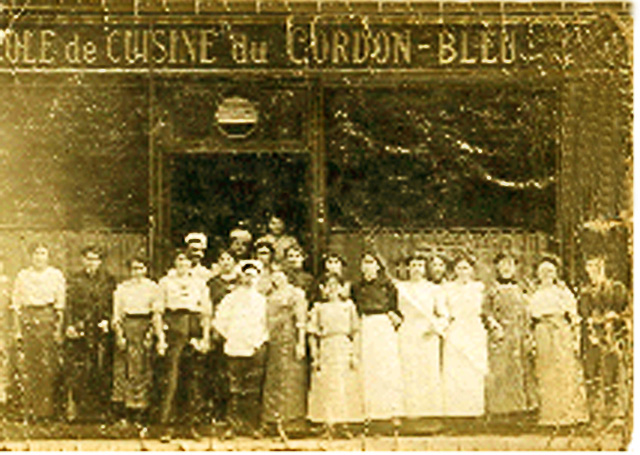
Marthe Distel y Henri-Paul Pellaprat con sus alumnos de Le Cordon Bleu en 1896

Henri-Paul Pellaprat (Saint-Maur-des-Fossés, 1869 - París, 1952) fue un cocinero y escritor de diferentes guías gastronómicas. 

## Biografía
Nacido en 1869, Henri-Paul Pellaprat comenzó su carrera con 12 años, recibiendo una formación clásica por algunos de los chefs más destacados de Francia de la Belle Époque, incluyendo Père Lépey del Café de la Paix y Casimir Moisson de la Maison Dorée. Fue un discípulo y amigo del legendario Auguste Escoffier. Pellaprat cofundó y enseñó en la célebre Le Cordon Bleu durante 32 años, tiempo durante el cual escribió la que sería su obra magistral: El Arte Culinario Moderno. 
Pellaprat es considerado el padre de la moderna cocina francesa y su enfoque reflexivo orientado a la preparación y la técnica, y su insistencia en la base de ingredientes frescos, siguen siendo los principios rectores de los grandes chefs de todo el mundo.

## Fuente
- Henri-Paul Pellaprat (1869-1952), un verdadero cordon bleu

- Datos: Q1605684